# You Don't Mess Around with Jim
| Recensione              | Giudizio     |
| ----------------------- | ------------ |
| AllMusic                | [ 2 ]        |
| Robert Christgau        | B-           |
| Sputnikmusic            | 4.4 (Superb) |
| Dizionario del Pop-Rock | [ 5 ]        |
| 24.000 dischi           | [ 6 ]        |

You Don't Mess Around with Jim è un album discografico del cantautore statunitense Jim Croce, pubblicato dall'etichetta discografica ABC Records nell'aprile del 1972.
L'album raggiunse la prima posizione della Chart statunitense (il 12 gennaio 1974) Billboard 200, mentre due brani contenuti nell'album e pubblicati come singoli: You Don't Mess Around with Jim e Operator (That's Not the Way It Feels) si classificarono rispettivamente all'ottava e diciassettesima posizione della classifica Billboard Hot 100.

## Tracce
Lato A
Testi e musiche di Jim Croce.
1. You Don't Mess Around with Jim – 3:00
2. Tomorrow's Gonna Be a Brighter Day – 2:49
3. New York's Not My Home – 3:05
4. Hard Time Losin' My man – 2:23
5. Photographs and Memories – 2:03
6. Walkin' Back to Georgia – 2:47

Lato B
Testi e musiche di Jim Croce.
1. Operator (That's Not the Way It Feels) – 3:45
2. Time in a Bottle – 2:24
3. Rapid Roy (The Stock Car Boy) – 2:40
4. Box #10 – 2:22
5. A Long Time Ago – 2:18
6. Hey Tomorrow – 2:40

## Musicisti
- Jim Croce - voce solista, chitarra ritmica
- Maury Muehleisen - chitarra acustica solista
- Maury Muehleisen - accompagnamento vocale-cori (brano: Operator (That's Not the Way It Feels))
- Tommy West - tastiere
- Tommy West - accompagnamento vocale-cori (brani: You Don't Mess Around with Jim, Hard Time Losin' Man, Operator (That's Not the Way It Feels), Time in a Bottle e Hey Tomorrow)
- Tommy West - basso (brani: Photographs and Memories, Walkin' Back to Georgia e Time in a Bottle)
- H.J. Boyle - chitarra elettrica (brano: Hey Tomorrow)
- Gary Chester - batteria
- Joe Macho - basso (eccetto nei brani: Photographs and Memories, Walkin' Back to Georgia, Time in a Bottle e Box #10)
- Jim Ryan - basso (brano: Box #10)
- Terry Cashman - accompagnamento vocale-cori (brano: Operator (That's Not the Way It Feels))
- Ellie Greenwich - accompagnamento vocale-cori (brani: You Don't Mess Around with Jim, Hard Time Losin' Man, Time in a Bottle e Hey Tomorrow)
- Tasha Thomas - accompagnamento vocale-cori (brani: You Don't Mess Around with Jim, Hard Time Losin' Man, Time in a Bottle e Hey Tomorrow)
- Briggs, Digs e Slim - accompagnamento vocale-cori (brani: You Don't Mess Around with Jim, Hard Time Losin' Man, Time in a Bottle e Hey Tomorrow)
- Pete Dino - arrangiamento strumenti ad arco

Note aggiuntive
- Terry Cashman e Tommy West - produttori (per la Interrobang Productions)
- Registrazioni effettuate al The Hit Factory di New York City, New York (Stati Uniti)
- Bruce Tergersen - ingegnere delle registrazioni e del mixaggio
- Paul Wilson - fotografia[11]